# Evsiz
Evsiz, s pravim imenom Karlo Jemc, slovenski glasbenik, * neznano.

## Zgodovina
Leta 2022 je Evsiz izdal svoj prvi prvenec Intro. Snemal ga je v studiu Primoža Grašiča, ki je bil tudi koproducent albuma. Pri snemanju je sodeloval z zasedbo glasbenikov (Luka Vehar, Primož Grašič, Gašper Kačar, Karim Zajec, Jan Istenič, Hana Karabegović). Prvi singel Could je izšel oktobra 2022. Po njegovi izdaji so sledile izdaje singlov iz albuma na vsake tri dni. Celotni album je v svoji povezani obliki izšel 1. decembra 2022. Naslovnico albuma sta ustvarila Lan Mohorič Bonča in Karlo Jemc/Evsiz. Album je otvoril z koncertom »Intro-Glasbeni spektakel«, ki ga je izvedel v Loškem pubu konec decembra 2022 z zasedbo Evsiz & Banda.

## Člani zasedbe
- Karlo Jemc - Evsiz
- Lan Bertoncelj - kitara
- Karim Zajec - bas kitara
- Hana Karabegović - bobni
- Jan Istenič - bobni
- Ajda Pogačnik - klaviature

## Diskografija
Albumi
- Intro'